# エラク
エラク（生年不詳 - 454年）は、フン族の王。アッティラの長男。母はクレカ。 453年にアッティラが死ぬと彼の築いた帝国は崩壊し、残された領土は息子のエラク、デンキジック、エルナックによって統治された。エラクの治世は短く、454年にサヴァ川河畔のネダオの戦いで戦死した。

## 生涯
プリスクスによれば、448年か449年に「オネゲシウスがアッティラの長男と共に、スキタイ（もしくはフン族）のAkateri族の元へ同盟の使者として送られた」。 この同盟が成立したために、東ローマ帝国のテオドシウス2世はAkateri族に賄賂をばらまきアッティラとの仲を裂こうとしたが、首長コウリダコスはこれを受け取らず、逆にアッティラに通報した。 コウリダコスは彼自身の領地において彼自身の一族を統括したが、残りのAkateri族はアッティラの支配下に置かれた。 アッティラは「彼の長男をAkateri族の王にするためにオネゲシウスを送った」。
またプリスクスは、アッティラとの会見について「オネゲシススは王のソファの右側の椅子に座り、左側の椅子にはアッティラの2人の息子（デンキジックとエルナック）が座った。長兄（エラク）はアッティラのソファに座っていたが、父に敬意を払ってその近くではなく端に座っていた。」と記している。
ヨルダネスの『ゴート人の事跡』（De origine actibusque Getarum）によれば、ゲピド族の王アルダリックに率いられたゲルマン連合軍は奴隷的な支配から脱して反旗を翻し、「強力な軍を編成した。戦闘がパンノニアのネダオ川の近くで行われた。アッティラの支配していた様々な部族がそこで戦った・・・ゴート族、ゲピド族、ルギ人、スエビ族、フン族、アラン人、ヘルール族・・・」 "奴隷"という記述は貢納や兵役を指すものと考えられる。 思わぬことに、勝利を手にしたのはゲピド族であった。アルダリックの軍は3万人近くのフン族とその同盟軍を殺害した。 戦いの中でエラクは戦死した。
ヨルダネスによると、彼の弟たちはポントス海海岸のゴート族平定に向かっており不在だった。彼の死により帝国の崩壊は決定的となり、多くの部族や町がマルキアヌスの東ローマ帝国に服属した。ゲピド族による独立回復を目の当たりにしたゴート族は、東ローマ帝国に領土を要求してパンノニアを得た。
ネダオの戦いの後、アッティラに支配されていたゲルマン人は次々と独立を主張し始めた。 しかしそれは急速に起こったわけではなく、すべてのゲルマン部族が自由となったわけでもなかった。 フン族は"彼らがVarと呼んだドナウ川のスキタイ人と土地を争う戦いへ回帰した"。 エルナックは"もっとも離れた小スキティアに居を移した"。 すべてのフン族が直ちにパンノニア平原、ドナウ川中流域を離れたわけではなかった。 一部はダキア・リペンシス、すなわちドナウ川下流域のモエシアやトラキアに留まった。

## 語源
「エラク」と言う名は本名ではなく、通称である。ハザール語、ハンガリー語といった古テュルク語のälik / ilik / ilig ("王子, 支配者, 王)といった意味である。